# لان ميدينا
لان ميدينا هو كاريكاتيري فلبيني، ولد في 22 ديسمبر 1961.